# Paruline des Santa Marta
Myiothlypis basilica
Espèce
Statut de conservation UICN

 VU B1ab(i,ii,iii) : Vulnérable
La Paruline des Santa Marta (Myiothlypis basilica, anciennement Basileuterus basilicus) est une espèce d’oiseaux de la famille des Parulidae.

## Taxinomie
À la suite d'une étude phylogénique de Gutiérrez-Pinto et al. (2012), le Congrès ornithologique international (classification version 4.4, 2014) transfère cette espèce du genre Basileuterus au genre Myiothlypis.

## Répartition

Carte de répartition de l'espèce

Cette espèce est endémique de Colombie.